# Křesťanská etika
Křesťanská etika popisuje požadavky, podle nichž se má řídit křesťan. Zásadám křesťanské etiky se věnuje morální teologie.
Základem křesťanské etiky jsou dvě největší přikázání, které přebírá Ježíš Kristus z židovství a které zní:
- „Slyš, Izraeli, Hospodin je náš Bůh, Hospodin jediný. Budeš milovat Hospodina, svého Boha, celým svým srdcem a celou svou duší a celou svou silou.“ (Dt 6,4-5)
- „Budeš milovat svého bližního jako sebe samého.“ (Lv 19,18)

Novozákonní etiku odlišuje od ostatních etik její základ: křesťanské etické jednání nevede k ospravedlnění v Ježíši Kristu (resp. Bohu), nýbrž z něho vychází:
Vybízím vás, bratří, pro Boží milosrdenství, abyste sami sebe přinášeli jako živou, svatou, Bohu milou oběť; to ať je vaše pravá bohoslužba. A nepřizpůsobujte se tomuto věku, nýbrž proměňujte se obnovou své mysli, abyste mohli rozpoznat, co je vůle Boží, co je dobré, Bohu milé a dokonalé. (Řím 12,1)
Takto popisuje Benedikt XVI. (tehdy ještě kardinál) samotnou víru jako etické jednání:
"Křesťanská víra znamená svěřit se životnímu smyslu, který nese mne i celý svět, přijmout jej za pevný základ, na kterém mohu pevně stát. Můžeme to vyjádřit i jinak: Křesťansky věřit znamená přijímat svoji existenci jako odpověď na slovo jako logos, který nese a drží vše. Znamená to říci své ano k tomu, že smysl života a věcí je již daný a my jej jen přijímáme a svěřujeme se mu. " (Josef Ratzinger: Úvod do křesťanství, str. 31. Petrov, Brno 1991. ISBN 80-85247-13-5)
Pak tedy naslouchání Slovu, tj. Kristu, je jedním ze základních požadavků křesťanské víry a etiky: přijmout duchovní poselství s přísným mravním rozměrem (tj. křesťanskou zvěst pocházející od Boha, kterou Ježíš Kristus předal svým apoštolům, aby ji šířili dále) a žít z něho v Duchu svatém. Toto poselství, zaznamenané v Bibli, zdůrazňuje prostřednictvím několika kodifikovaných pravidel (např. v Desateru) potřebu řídit se dle takové morálky.
Křesťanská etika vyžaduje, aby věřící žil v míru s ostatními lidmi, soucítil s trpícími, jelikož pro křesťany je jejich společenství založeno na rovnosti před Bohem. Od věřících, kteří z lásky k Bohu chtějí plnit jeho vůli, se očekávají dobré skutky zde na zemi. Přesto nikdo nedosáhne dokonalosti a musí najít odpuštění a věčnou spásu skrze víru v Ježíše Krista.